# Les Cammazes
Les Cammazes, (Los Capmases en occitan languedocien), sont une commune française située dans le département du Tarn, en région Occitanie. Sur le plan historique et culturel, la commune est dans la Montagne Noire, un massif montagneux constituant le rebord méridional du Massif central.
Exposée à un climat océanique altéré, elle est drainée par le Sor, le Laudot, le Ruisseau de Tenten, rigole de la montagne noire et par divers autres petits cours d'eau. Incluse dans le parc naturel régional du Haut-Languedoc, la commune possède un patrimoine naturel remarquable : un site Natura 2000 (la « Montagne Noire occidentale »), un espace protégé (la « forêt de l'Aiguille ») et trois zones naturelles d'intérêt écologique, faunistique et floristique.
Les Cammazes sont une commune rurale qui compte 398 habitants en 2022, après avoir connu un pic de population de 849 habitants en 1846.  Elle fait partie de l'aire d'attraction de Revel. Ses habitants sont appelés les Cammazols / Cammazoles.

## Géographie

### Localisation
Sur la route des lacs de la Montagne Noire, à la source du canal du Midi, aux portes du Pays Cathare, balcon des plaines du Lauragais. Ce petit village du Tarn et ses environs offrent aux amoureux de la nature, ses forêts, son patrimoine, héritage de Vauban et Riquet.
Commune située sur la rivière le Sor, et le ruisseau du Laudot. Elle est limitrophe du département de l'Aude.

### Communes limitrophes
Les communes limitrophes sont  Durfort, Les Brunels, Saissac, Sorèze, Verdun-en-Lauragais et Villemagne.
| Sorèze             | Durfort                    |                                   |
| Les Brunels (Aude) | des Cammazes               | Sorèze                            |
|                    | Verdun-en-Lauragais (Aude) | Saissac (Aude), Villemagne (Aude) |

### Hydrographie
La commune est dans le bassin de la Garonne, au sein du bassin hydrographique Adour-Garonne. Elle est drainée par le Sor, le Laudot, le ruisseau de Tenten, rigole de la montagne noire, le ruisseau de Rabasset et par divers petits cours d'eau, qui constituent un réseau hydrographique de 14 km de longueur totale,.
Le Sor, d'une longueur totale de 60,9 km, prend sa source dans la commune d'Arfons et s'écoule du nord-est au sud-ouest puis se réoriente au nord-ouest puis au nord. Il traverse la commune et se jette dans l'Agout à Sémalens, après avoir traversé 16 communes.
Le Laudot, d'une longueur totale de 22,9 km, prend sa source dans la commune et s'écoule vers l'ouest puis se réoriente au nord. Il traverse la commune et se jette dans le Sor à Garrevaques, après avoir traversé 10 communes.
Le ruisseau de Tenten, d'une longueur totale de 21 km, prend sa source dans la commune et s'écoule vers le sud-est. Il traverse la commune et se jette dans le Lampy à Saint-Martin-le-Vieil, après avoir traversé 9 communes.

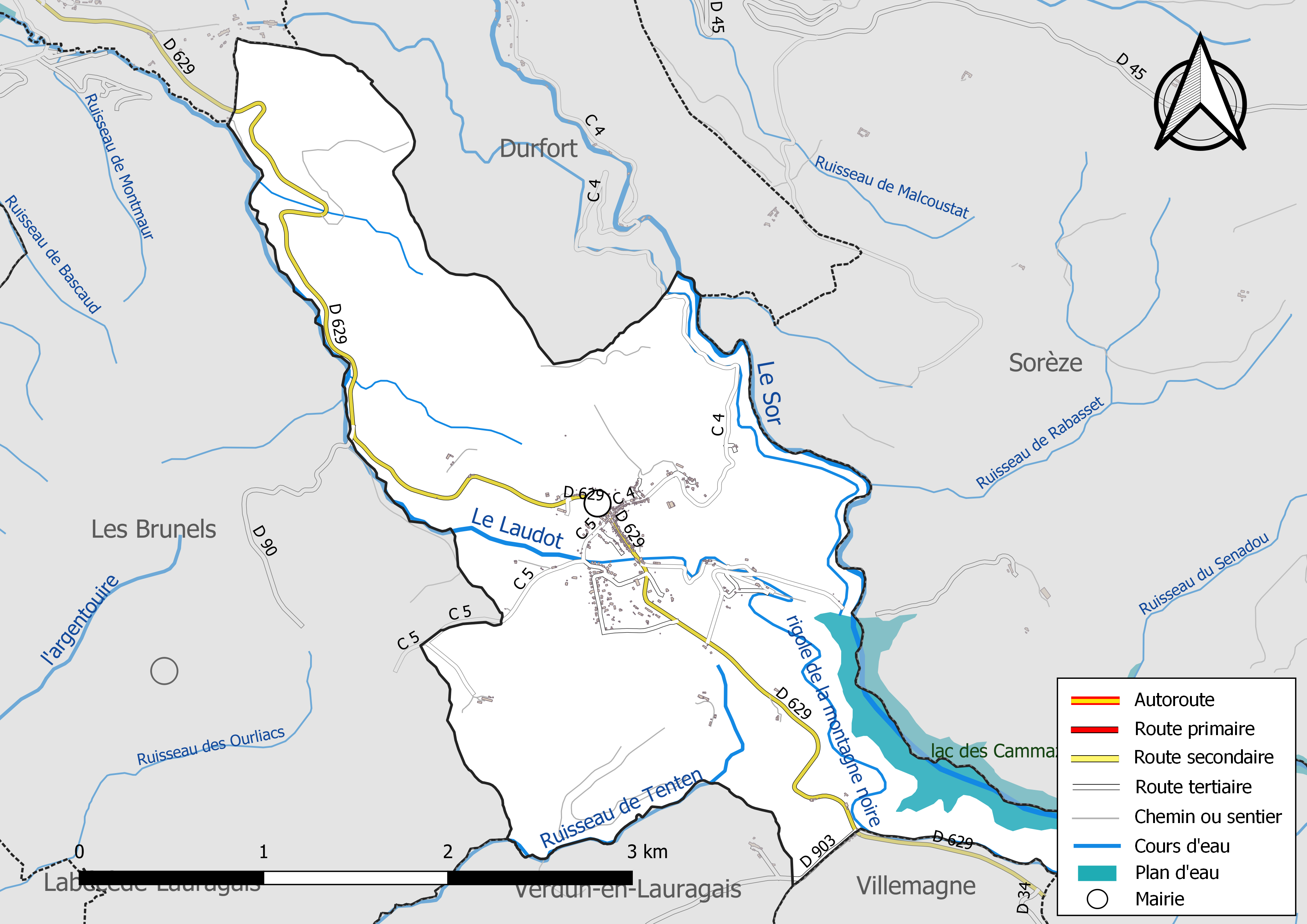
Réseaux hydrographique et routier des Cammazes.

### Climat
Pour des articles plus généraux, voir Climat de l'Occitanie et Climat du Tarn.
En 2010, le climat de la commune est de type climat océanique altéré, selon une étude du Centre national de la recherche scientifique s'appuyant sur une série de données couvrant la période 1971-2000. En 2020, Météo-France publie une typologie des climats de la France métropolitaine dans laquelle la commune est toujours exposée à un climat océanique altéré et est dans la région climatique Aquitaine, Gascogne, caractérisée par une pluviométrie abondante au printemps, modérée en automne, un faible ensoleillement au printemps, un été chaud (19,5 °C), des vents faibles, des brouillards fréquents en automne et en hiver et des orages fréquents en été (15 à 20 jours).
Pour la période 1971-2000, la température annuelle moyenne est de 11,3 °C, avec une amplitude thermique annuelle de 15,3 °C. Le cumul annuel moyen de précipitations est de 1 382 mm, avec 12,1 jours de précipitations en janvier et 6,7 jours en juillet. Pour la période 1991-2020, la température moyenne annuelle observée sur la station météorologique de Météo-France la plus proche, « Labecede Lauragais_sapc », sur la commune de Labécède-Lauragais à 6 km à vol d'oiseau, est de 13,2 °C et le cumul annuel moyen de précipitations est de 881,2 mm. 
La température maximale relevée sur cette station est de 40,8 °C, atteinte le 23 août 2023 ; la température minimale est de −11,7 °C, atteinte le 8 février 2012,,.
Les paramètres climatiques de la commune ont été estimés pour le milieu du siècle (2041-2070) selon différents scénarios d'émission de gaz à effet de serre à partir des nouvelles projections climatiques de référence DRIAS-2020. Ils sont consultables sur un site dédié publié par Météo-France en novembre 2022.

### Milieux naturels et biodiversité

#### Espaces protégés
La protection réglementaire est le mode d’intervention le plus fort pour préserver des espaces naturels remarquables et leur biodiversité associée,.
La commune fait partie du parc naturel régional du Haut-Languedoc, créé en 1973 et d'une superficie de 307 184 ha, qui s'étend sur 118 communes et deux départements. Implanté de part et d’autre de la ligne de partage des eaux entre Océan Atlantique et mer Méditerranée, ce territoire est un véritable balcon dominant les plaines viticoles du Languedoc et les étendues céréalières du Lauragais,
Un  autre espace protégé est présent sur la commune : 
la « forêt de l'Aiguille », une réserve biologique dirigée, d'une superficie de 17,1 ha.

#### Réseau Natura 2000

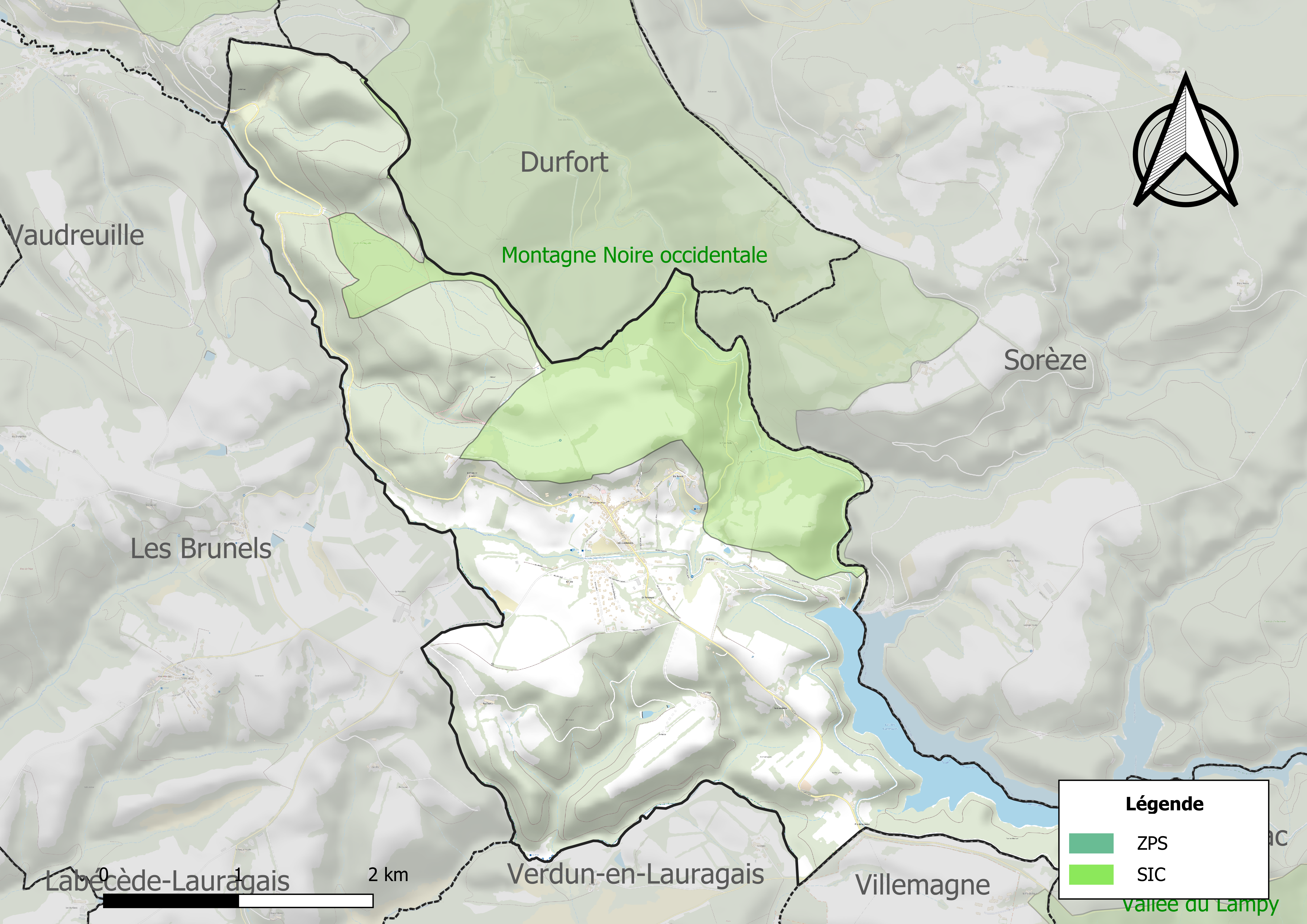
Site Natura 2000 sur le territoire communal.

Le réseau Natura 2000 est un réseau écologique européen de sites naturels d'intérêt écologique élaboré à partir des directives habitats et oiseaux, constitué de zones spéciales de conservation (ZSC) et de zones de protection spéciale (ZPS).
Un site Natura 2000 a été défini sur la commune au titre de la directive habitats : la « Montagne Noire occidentale », d'une superficie de 1 915 ha, avec des vallées encaissées qui abritent la dernière population au sud du massif central pour la Loutre.

#### Zones naturelles d'intérêt écologique, faunistique et floristique
L’inventaire des zones naturelles d'intérêt écologique, faunistique et floristique (ZNIEFF) a pour objectif de réaliser une couverture des zones les plus intéressantes sur le plan écologique, essentiellement dans la perspective d’améliorer la connaissance du patrimoine naturel national et de fournir aux différents décideurs un outil d’aide à la prise en compte de l’environnement dans l’aménagement du territoire.
Une ZNIEFF de type 1 est recensée sur la commune :
les « vallées de Durfort et du Rabasset, gouffre de Malamort et Berniquaut » (1 079 ha), couvrant 3 communes du département et deux ZNIEFF de type 2, : 
- la « montagne Noire occidentale » (24 257 ha), couvrant 26 communes dont 25 dans l'Aude et une dans le Tarn[24] ;
- la « montagne Noire (versant Nord) » (31 971 ha), couvrant 37 communes dont 14 dans l'Aude, deux dans la Haute-Garonne, trois dans l'Hérault et 18 dans le Tarn[25].

Carte des ZNIEFF de type 1 et 2 aux Cammazes.
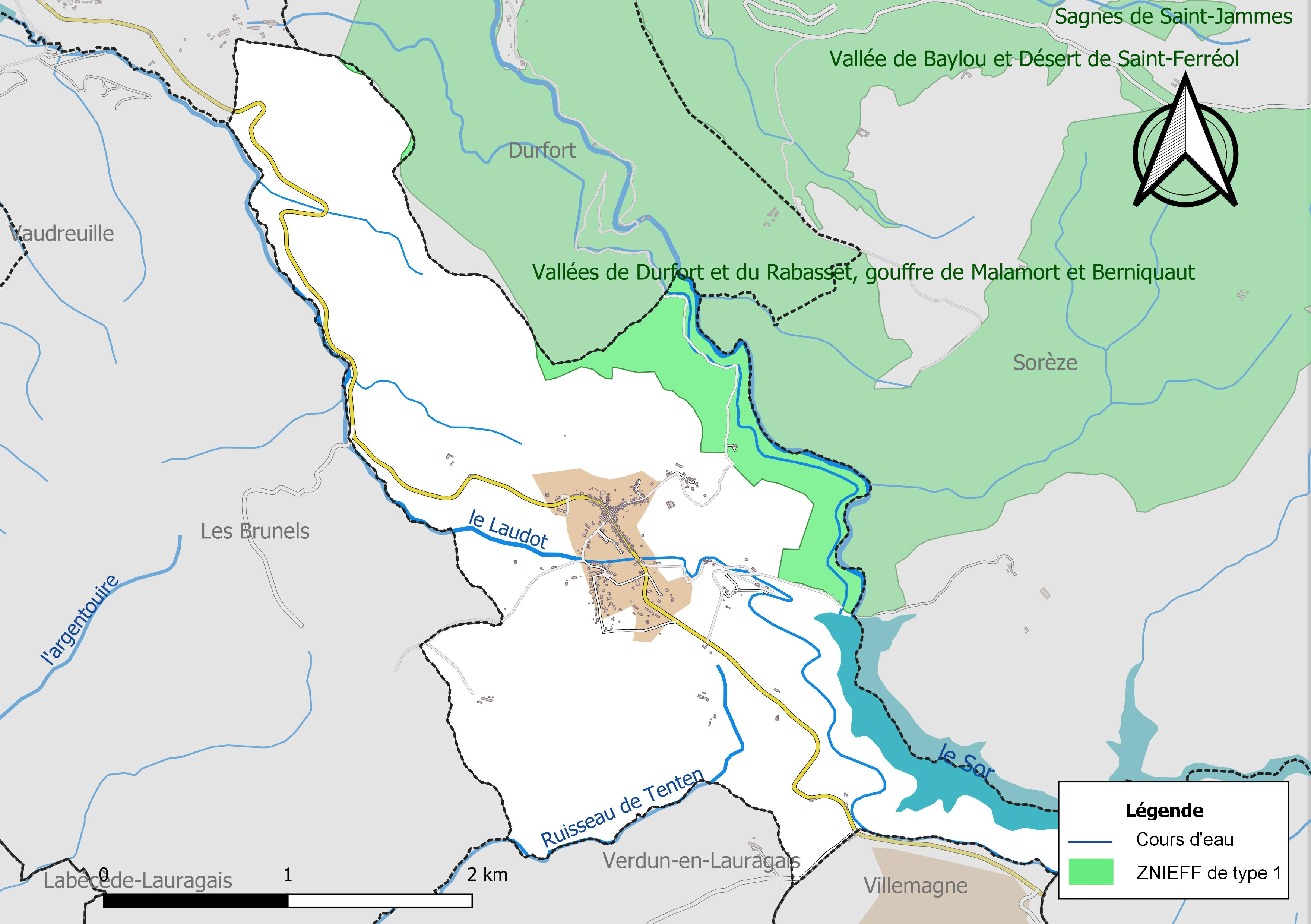
Carte de la ZNIEFF de type 1 sur la commune.
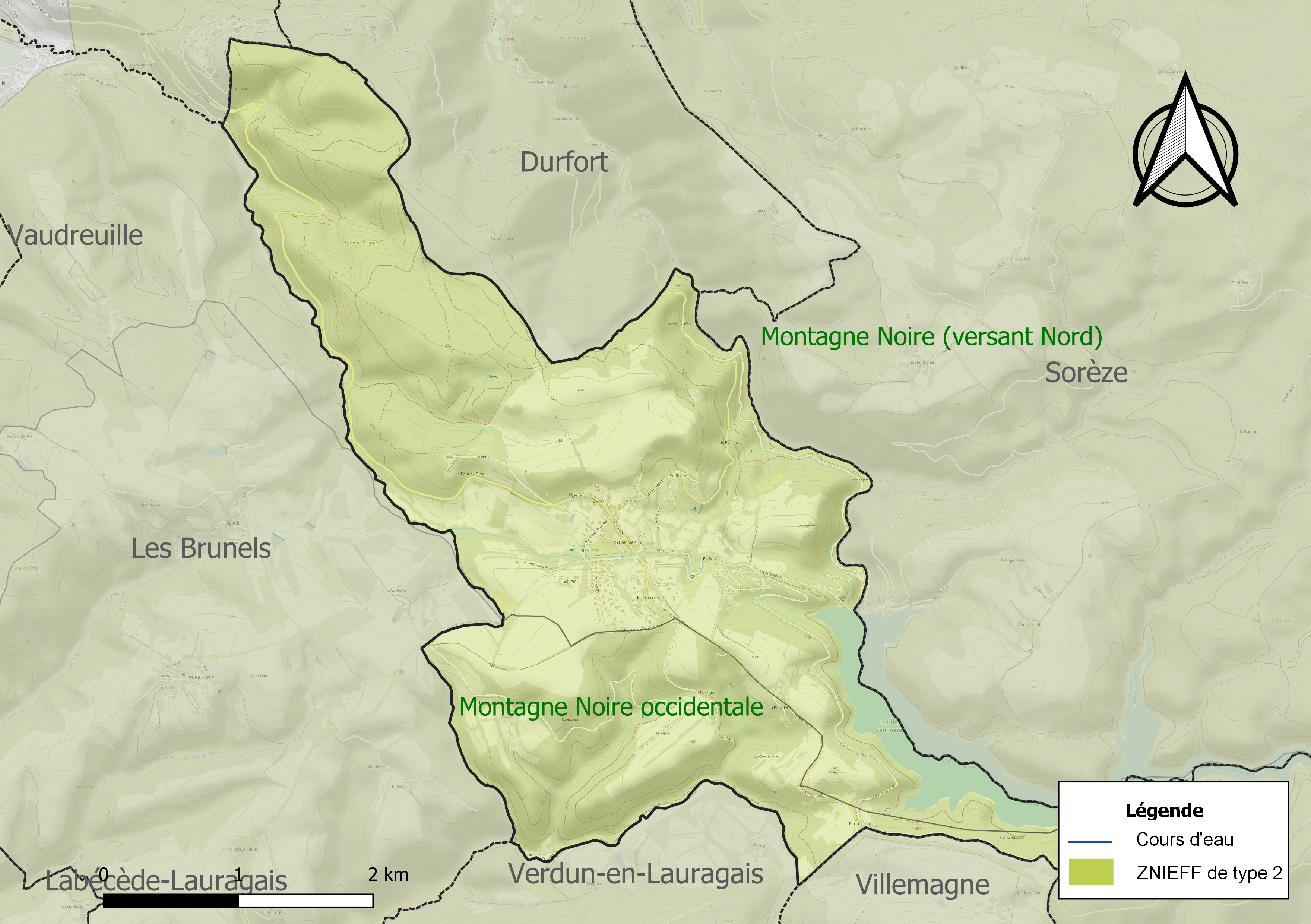
Carte des ZNIEFF de type 2 sur la commune.

## Urbanisme

### Typologie
Au 1er janvier 2024, Les Cammazes sont catégorisés commune rurale à habitat dispersé, selon la nouvelle grille communale de densité à sept niveaux définie par l'Insee en 2022.
Elle est située hors unité urbaine. Par ailleurs la commune fait partie de l'aire d'attraction de Revel, dont elle est une commune de la couronne,. Cette aire, qui regroupe 16 communes, est catégorisée dans les aires de moins de 50 000 habitants,.

### Occupation des sols
L'occupation des sols de la commune, telle qu'elle ressort de la base de données européenne d’occupation biophysique des sols Corine Land Cover (CLC), est marquée par l'importance des forêts et milieux semi-naturels (62,4 % en 2018), en diminution par rapport à 1990 (63,7 %). La répartition détaillée en 2018 est la suivante : 
forêts (62,4 %), zones agricoles hétérogènes (28,8 %), zones urbanisées (5,1 %), eaux continentales (3,7 %). L'évolution de l’occupation des sols de la commune et de ses infrastructures peut être observée sur les différentes représentations cartographiques du territoire : la carte de Cassini (XVIIIe siècle), la carte d'état-major (1820-1866) et les cartes ou photos aériennes de l'IGN pour la période actuelle (1950 à aujourd'hui).

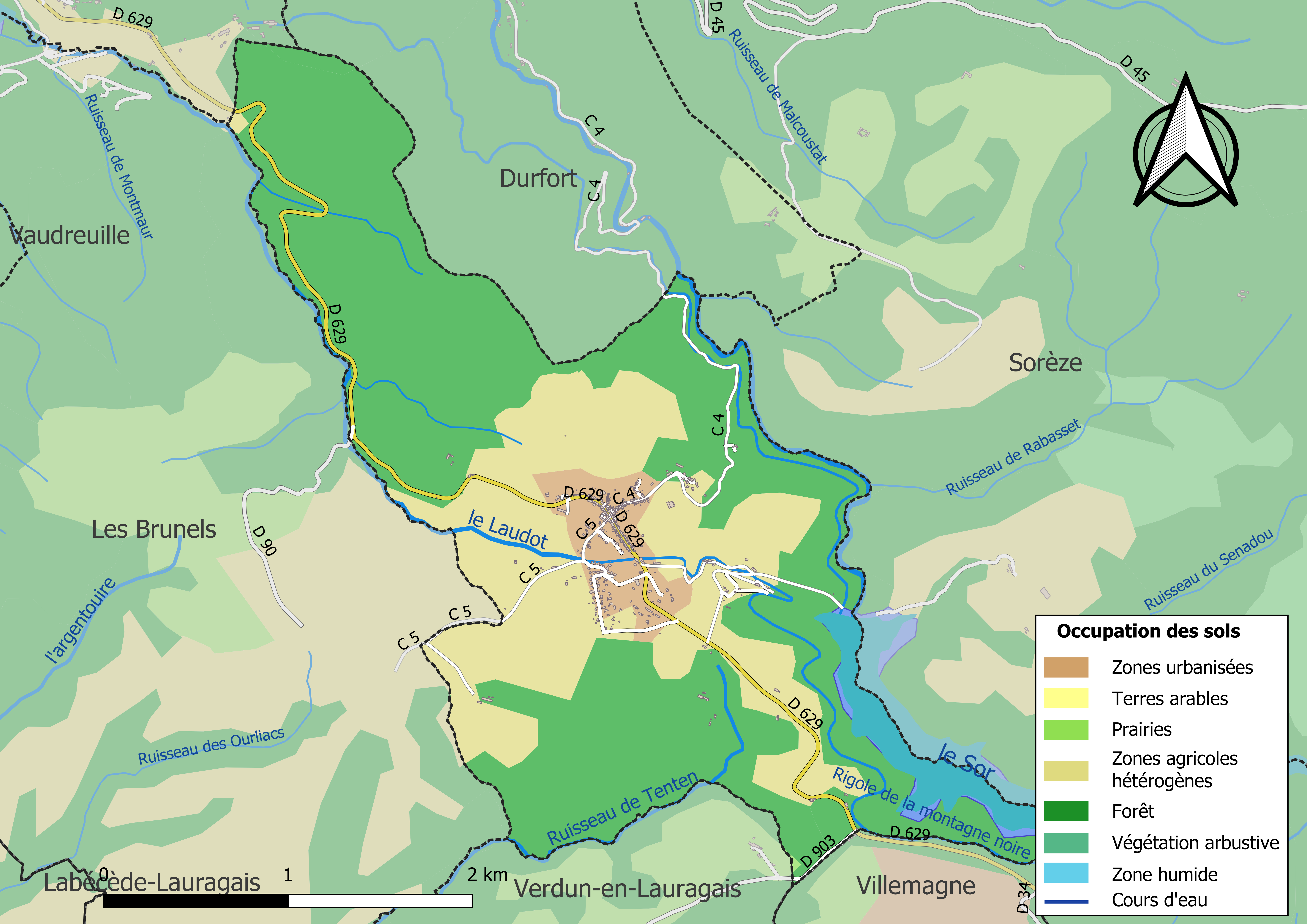
Carte des infrastructures et de l'occupation des sols de la commune en 2018 (CLC).

### Risques majeurs
Le territoire de la commune des Cammazes est vulnérable à différents aléas naturels : météorologiques (tempête, orage, neige, grand froid, canicule ou sécheresse), inondations, feux de forêts, mouvements de terrains et séisme (sismicité très faible). Il est également exposé à deux risques technologiques,  le transport de matières dangereuses et la rupture d'un barrage, et à un risque particulier : le risque de radon. Un site publié par le BRGM permet d'évaluer simplement et rapidement les risques d'un bien localisé soit par son adresse soit par le numéro de sa parcelle.

#### Risques naturels
Certaines parties du territoire communal sont susceptibles d’être affectées par le risque d’inondation par débordement de cours d'eau, notamment le Sor, le Laudot et le ruisseau de Tenten. La cartographie des zones inondables en ex-Midi-Pyrénées réalisée dans le cadre du XIe Contrat de plan État-région, visant à informer les citoyens et les décideurs sur le risque d’inondation, est accessible sur le site de la DREAL Occitanie. La commune a été reconnue en état de catastrophe naturelle au titre des dommages causés par les inondations et coulées de boue survenues en 1982, 2000 et 2011,.
Les Cammazes sont exposés au risque de feu de forêt du fait de la présence sur son territoire. En 2022, il n'existe pas de Plan de Prévention des Risques incendie de forêt (PPRif). Le débroussaillement aux abords des maisons constitue l’une des meilleures protections pour les particuliers contre le feu,.

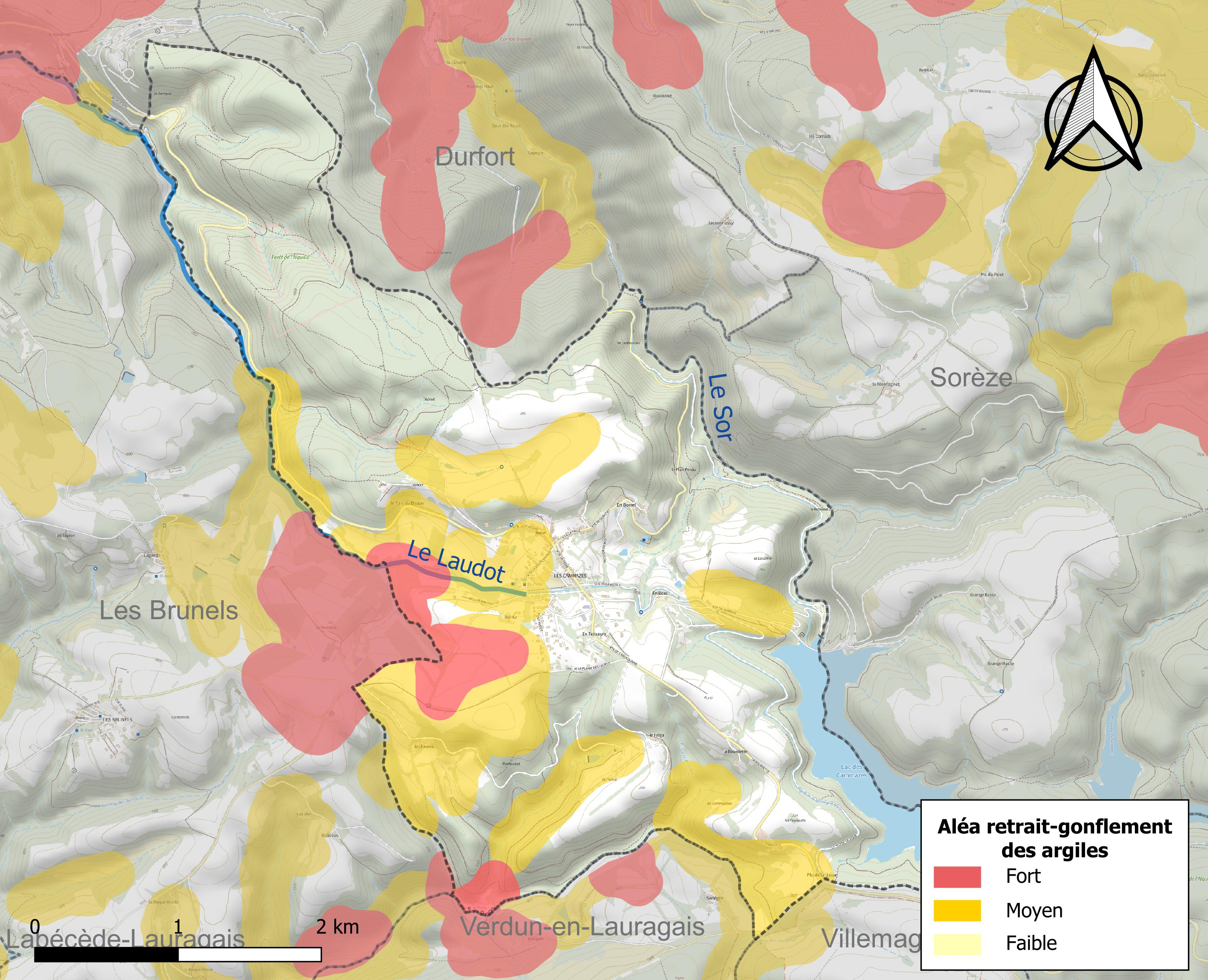
Carte des zones d'aléa retrait-gonflement des sols argileux des Cammazes.

La commune est vulnérable au risque de mouvements de terrains constitué principalement du retrait-gonflement des sols argileux. Cet aléa est susceptible d'engendrer des dommages importants aux bâtiments en cas d’alternance de périodes de sécheresse et de pluie. 28,3 % de la superficie communale est en aléa moyen ou fort (76,3 % au niveau départemental et 48,5 % au niveau national). Sur les 248 bâtiments dénombrés sur la commune en 2019, 68 sont en aléa moyen ou fort, soit 27 %, à comparer aux 90 % au niveau départemental et 54 % au niveau national. Une cartographie de l'exposition du territoire national au retrait gonflement des sols argileux est disponible sur le site du BRGM,.
Par ailleurs, afin de mieux appréhender le risque d’affaissement de terrain, l'inventaire national des cavités souterraines permet de localiser celles situées sur la commune.

#### Risques technologiques
Le risque de transport de matières dangereuses sur la commune est lié à sa traversée par des infrastructures routières ou ferroviaires importantes ou la présence d'une canalisation de transport d'hydrocarbures. Un accident se produisant sur de telles infrastructures est susceptible d’avoir des effets graves sur les biens, les personnes ou l'environnement, selon la nature du matériau transporté. Des dispositions d’urbanisme peuvent être préconisées en conséquence.
La commune est en outre située en aval d'un barrage de classe A. À ce titre elle est susceptible d’être touchée par l’onde de submersion consécutive à la rupture de cet ouvrage.

#### Risque particulier
Dans plusieurs parties du territoire national, le radon, accumulé dans certains logements ou autres locaux, peut constituer une source significative d’exposition de la population aux rayonnements ionisants. Certaines communes du département sont concernées par le risque radon à un niveau plus ou moins élevé. Selon la classification de 2018, la commune des Cammazes est classée en zone 3, à savoir zone à potentiel radon significatif.

## Toponymie
En occitan languedocien, capmases, pluriel de capmas.
Du latin caput (tête, chef) et mansu* ( mas, habitation de campagne); soit les habitations du domaine du maître. 
Prononciation : pm > mm (allitération)  

## Histoire
Le village qui s'est originellement construit autour du castrum de Roquefort s'est développé lors de la construction de la Rigole du canal du Midi et du lac de Saint-Ferréol par Pierre-Paul Riquet au XVIIe siècle.

### Héraldique
| Les Cammazes | Son blasonnement est : D'argent aux deux tourteaux d'azur rangés en pal. |

## Politique et administration
| Période                                  | Période  | Identité         | Étiquette | Qualité |
| ---------------------------------------- | -------- | ---------------- | --------- | ------- |
| avant 1988                               | ?        | François Escande |           |         |
| mars 2001                                | 2014     | Jacques Albarel  | ..        | ...     |
| 2014                                     | En cours | Alain Mary       |           |         |
| Les données manquantes sont à compléter. |          |                  |           |         |

## Démographie
| 1793 | 1800 | 1806 | 1821 | 1831 | 1836 | 1841 | 1846 | 1851 |
| ---- | ---- | ---- | ---- | ---- | ---- | ---- | ---- | ---- |
| 600  | 614  | 650  | 640  | 740  | 780  | 832  | 849  | 808  |

| 1856 | 1861 | 1866 | 1872 | 1876 | 1881 | 1886 | 1891 | 1896 |
| ---- | ---- | ---- | ---- | ---- | ---- | ---- | ---- | ---- |
| 780  | 810  | 811  | 757  | 752  | 722  | 728  | 693  | 694  |

| 1901 | 1906 | 1911 | 1921 | 1926 | 1931 | 1936 | 1946 | 1954 |
| ---- | ---- | ---- | ---- | ---- | ---- | ---- | ---- | ---- |
| 649  | 667  | 632  | 502  | 440  | 384  | 325  | 278  | 444  |

| 1962 | 1968 | 1975 | 1982 | 1990 | 1999 | 2006 | 2011 | 2016 |
| ---- | ---- | ---- | ---- | ---- | ---- | ---- | ---- | ---- |
| 262  | 213  | 201  | 174  | 179  | 209  | 283  | 288  | 331  |

| 2021 | 2022 | - | - | - | - | - | - | - |
| ---- | ---- | - | - | - | - | - | - | - |
| 382  | 398  | - | - | - | - | - | - | - |

## Économie

### Revenus
En 2018, la commune compte 144 ménages fiscaux, regroupant 304 personnes. La médiane du revenu disponible par unité de consommation est de 18 640 € (20 400 € dans le département).

### Emploi
|                | 2008  | 2013  | 2018   |
| -------------- | ----- | ----- | ------ |
| Commune        | 9,2 % | 9,6 % | 15,5 % |
| Département    | 8,2 % | 9,9 % | 10 %   |
| France entière | 8,3 % | 10 %  | 10 %   |

En 2018, la population âgée de 15 à 64 ans s'élève à 201 personnes, parmi lesquelles on compte 73,6 % d'actifs (58 % ayant un emploi et 15,5 % de chômeurs) et 26,4 % d'inactifs,. Depuis 2008, le taux de chômage communal (au sens du recensement) des 15-64 ans est supérieur à celui de la France et du département.
La commune fait partie de la couronne de l'aire d'attraction de Revel, du fait qu'au moins 15 % des actifs travaillent dans le pôle,. Elle compte 44 emplois en 2018, contre 37 en 2013 et 32 en 2008. Le nombre d'actifs ayant un emploi résidant dans la commune est de 120, soit un indicateur de concentration d'emploi de 36,8 % et un taux d'activité parmi les 15 ans ou plus de 56,4 %.
Sur ces 120 actifs de 15 ans ou plus ayant un emploi, 28 travaillent dans la commune, soit 24 % des habitants. Pour se rendre au travail, 87,8 % des habitants utilisent un véhicule personnel ou de fonction à quatre roues, 2,6 % les transports en commun, 5,2 % s'y rendent en deux-roues, à vélo ou à pied et 4,3 % n'ont pas besoin de transport (travail au domicile).

### Activités hors agriculture
32 établissements sont implantés  aux Cammazes au 31 décembre 2019. Le tableau ci-dessous en détaille le nombre par secteur d'activité et compare les ratios avec ceux du département,.
| Secteur d'activité                                                                                        | Commune | Commune | Département |
| Secteur d'activité                                                                                        | Nombre  | %       | %           |
| --- | ------- | ------- | ----------- |
| Ensemble                                                                                                  | 32      |         |             |
| Industrie manufacturière, industries extractives et autres                                                | 2       | 6,3 %   | (13 %)      |
| Construction                                                                                              | 4       | 12,5 %  | (12,5 %)    |
| Commerce de gros et de détail, transports, hébergement et restauration                                    | 10      | 31,3 %  | (26,7 %)    |
| Information et communication                                                                              | 1       | 3,1 %   | (2,1 %)     |
| Activités immobilières                                                                                    | 2       | 6,3 %   | (4,2 %)     |
| Activités spécialisées, scientifiques et techniques et activités de services administratifs et de soutien | 7       | 21,9 %  | (13,8 %)    |
| Administration publique, enseignement, santé humaine et action sociale                                    | 2       | 6,3 %   | (15,5 %)    |
| Autres activités de services                                                                              | 4       | 12,5 %  | (9 %)       |

Le secteur du commerce de gros et de détail, des transports, de l'hébergement et de la restauration est prépondérant sur la commune puisqu'il représente 31,3 % du nombre total d'établissements de la commune (10 sur les 32 entreprises implantées aux Cammazes), contre 26,7 % au niveau départemental.

### Agriculture
|               | 1988 | 2000 | 2010 | 2020 |
| ------------- | ---- | ---- | ---- | ---- |
| Exploitations | 8    | 6    | 4    | 4    |
| SAU (ha)      | 189  | 194  | nd   | 205  |

La commune est dans la Montagne Noire, une petite région agricole située dans le sud du département du Tarn. En 2020, l'orientation technico-économique de l'agriculture  sur la commune est l'exploitation de grandes cultures (hors céréales et oléoprotéagineuses). Quatre exploitations agricoles ayant leur siège dans la commune sont dénombrées lors du recensement agricole de 2020 (huit en 1988). La superficie agricole utilisée est de 205 ha,,.

## Culture locale et patrimoine

### Lieux et monuments
- Église Notre-Dame des Cammazes.
- Castrum de Roquefort
- Barrage des Cammazes.
- Rigole de la montagne.
- Percée des Cammazes.
- Forêt domaniale de l'Aiguille.

### Personnalités liées à la commune
- Jean Durand, né dans la commune.